# Grundsätze der Internationalen Rotkreuz- und Rothalbmondbewegung
Die Grundsätze wurden von der XX. Internationalen Rotkreuzkonferenz 1965 in Wien proklamiert. Der vorliegende angepasste Text ist in den Statuten der Internationalen Rotkreuz- und Rothalbmondbewegung enthalten, die von der XXV. Internationalen Rotkreuzkonferenz 1986 in Genf angenommen wurden.
MenschlichkeitDie internationale Rotkreuz- und Rothalbmondbewegung, entstanden aus dem Willen, den Verwundeten der Schlachtfelder unterschiedslos Hilfe zu leisten, bemüht sich in ihrer internationalen und nationalen Tätigkeit, menschliches Leiden überall und jederzeit zu verhüten und zu lindern. Sie ist bestrebt, Leben und Gesundheit zu schützen und der Würde des Menschen Achtung zu verschaffen. Sie fördert gegenseitiges Verständnis, Freundschaft, Zusammenarbeit und einen dauerhaften Frieden unter allen Völkern.
UnparteilichkeitDie Rotkreuz- und Rothalbmondbewegung unterscheidet nicht nach Nationalität, Rasse, Religion, sozialer Stellung oder politischer Überzeugung. Sie ist einzig bemüht, den Menschen nach dem Maß ihrer Not zu helfen und dabei den dringendsten Fällen den Vorrang zu geben.
NeutralitätUm sich das Vertrauen aller zu bewahren, enthält sich die Rotkreuz- und Rothalbmondbewegung der Teilnahme an Feindseligkeiten wie auch, zu jeder Zeit, an politischen, rassischen, religiösen oder ideologischen Auseinandersetzungen.
UnabhängigkeitDie Rotkreuz- und Rothalbmondbewegung ist unabhängig. Wenn auch die Nationalen Gesellschaften den Behörden bei ihrer humanitären Tätigkeit als Hilfsgesellschaften zur Seite stehen und den jeweiligen Landesgesetzen unterworfen sind, müssen sie dennoch eine Eigenständigkeit bewahren, die ihnen gestattet, jederzeit nach den Grundsätzen der Rotkreuz- und Rothalbmondbewegung zu handeln.
FreiwilligkeitDie Rotkreuz- und Rothalbmondbewegung verkörpert freiwillige und uneigennützige Hilfe ohne jedes Gewinnstreben.
EinheitIn jedem Land kann es nur eine einzige Nationale Rotkreuz- oder Rothalbmondgesellschaft geben. Sie muss allen offenstehen und ihre humanitäre Tätigkeit im ganzen Gebiet ausüben.
UniversalitätDie Rotkreuz- und Rothalbmondbewegung ist weltumfassend. In ihr haben alle Nationalen Gesellschaften gleiche Rechte und die Pflicht, einander zu helfen.
Ideell, sachlich und logisch zusammenhängend bilden die Grundsätze ein Ganzes; „nur die ganze ‚Charta‘ charakterisiert die Bewegung und macht ihre Besonderheit, ja Einmaligkeit aus.“

## Entwicklung der Grundsätze

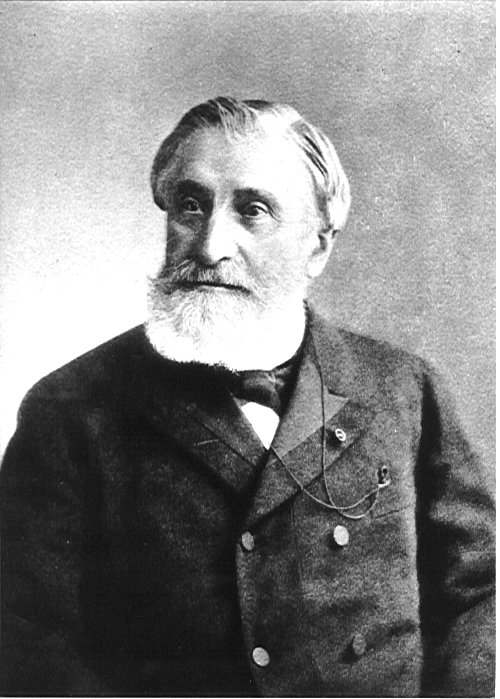
Gustave Moynier, Präsident des IKRK (1864–1910)

Schon Henry Dunant stellte in seiner Schrift „Eine Erinnerung an Solferino“ einheitliche Grundsätze zur Verwundetenversorgung auf (Freiwilligkeit und Universalität). Die Gründungsmitglieder der Rotkreuz- und Rothalbmondbewegung kamen danach schon früh überein nach gemeinsamen Zielen und Grundsätzen zu handeln.
Im Jahr 1875 beschreibt der Präsident des Internationalen Komitees vom Roten Kreuz (IKRK), Gustave Moynier zunächst vier, mehr organisatorische Grundprinzipien des Roten Kreuzes:
- Prinzip der Zentralisierung
- Prinzip der Vorsorge
- Prinzip der Gegenseitigkeit und
- Prinzip der Solidarität.

Moynier sah das IKRK als „Hüter dieser Grundsätze“ und fordert es auf, „bei Bedarf seinen Einfluss geltend zu machen, um zu verhindern, dass von diesen Regeln abgewichen wird.“
Als das IKRK im Jahr 1919 seiner ersten Statuten ausarbeitet, stellt es sich die Aufgabe, „die der Institution zugrunde liegenden fundamentalen, einheitlichen Grundsätze aufrechtzuerhalten“ ohne sie näher zu definieren. Dies tat im Jahre 1920 ein Mitglied des Komitees, Edmond Boissier. Er schreibt: „Der bis heute von allen unter der Fahne des Roten Kreuzes vereinigten Gesellschaften anerkannte und verkündete Grundsatz ist die universelle Nächstenliebe, die sich dem Dienst an der leidenden Menschheit weiht, ohne Unterschied der Religion, der Rasse und der Grenzen. Nächstenliebe und Universalität sind neben Unabhängigkeit und Unparteilichkeit die wesentlichen und unterscheidenden Merkmale des Roten Kreuzes.“ Bei der Überarbeitung der Statuten des IKRK werden im Jahr 1921 als „Summe der fundamentalen Grundsätze“ die folgenden Grundsätze niedergelegt: Unparteilichkeit, politische, konfessionelle und wirtschaftliche Unabhängigkeit, Universalität und Gleichberechtigung seiner Mitglieder. Die im selben Jahr tagende X. Internationale Rotkreuzkonferenz (Genf, 1921) bekräftigt die Leitposition des IKRK mit einer Resolution. „Sie [die Konferenz] anerkennt das Komitee als Hüter und Verbreiter der moralischen und rechtlichen Richtlinien der Institution und beauftragt es, mit deren weltweiter Verbreitung und Anwendung.“ Der wohl für die damaligen Autoren so selbstverständliche Grundsatz der Menschlichkeit wird weder bei Bossier, noch in den damaligen Statuten des IKRK erwähnt. Weitere Arbeiten zu den Grundsätzen liefert IKRK-Präsident Max Huber in seiner Schrift Croix-Rouge et neutralité (Das Rote Kreuz und die Neutralität).
Die bisher vier vom IKRK ausgearbeiteten Grundsätze wurden im Jahr 1946 erheblich erweitert. Der Gouverneursrat der Liga der Rotkreuz-Gesellschaften (heute: Internationale Föderation der Rotkreuz- und Rothalbmond-Gesellschaften) verabschiedet in Oxford im Jahr 1946 eine lange Liste mit Grundsätzen. Dabei handelt es sich um 13 „Oxford-Regeln“ die mit sechs Anwendungsregeln ergänzt werden. Abgesehen von den zuvor bestehenden vier Grundsätzen handelt es sich bei diesem umfassenden Werk jedoch nur um Regelungen die die innerverbandliche Ordnung des Roten Kreuzes betreffen. Neutralität und Unabhängigkeit tauchen dabei gar nicht auf. 1948 ändert der Gouverneursrat der Liga die Liste der Grundsätze.

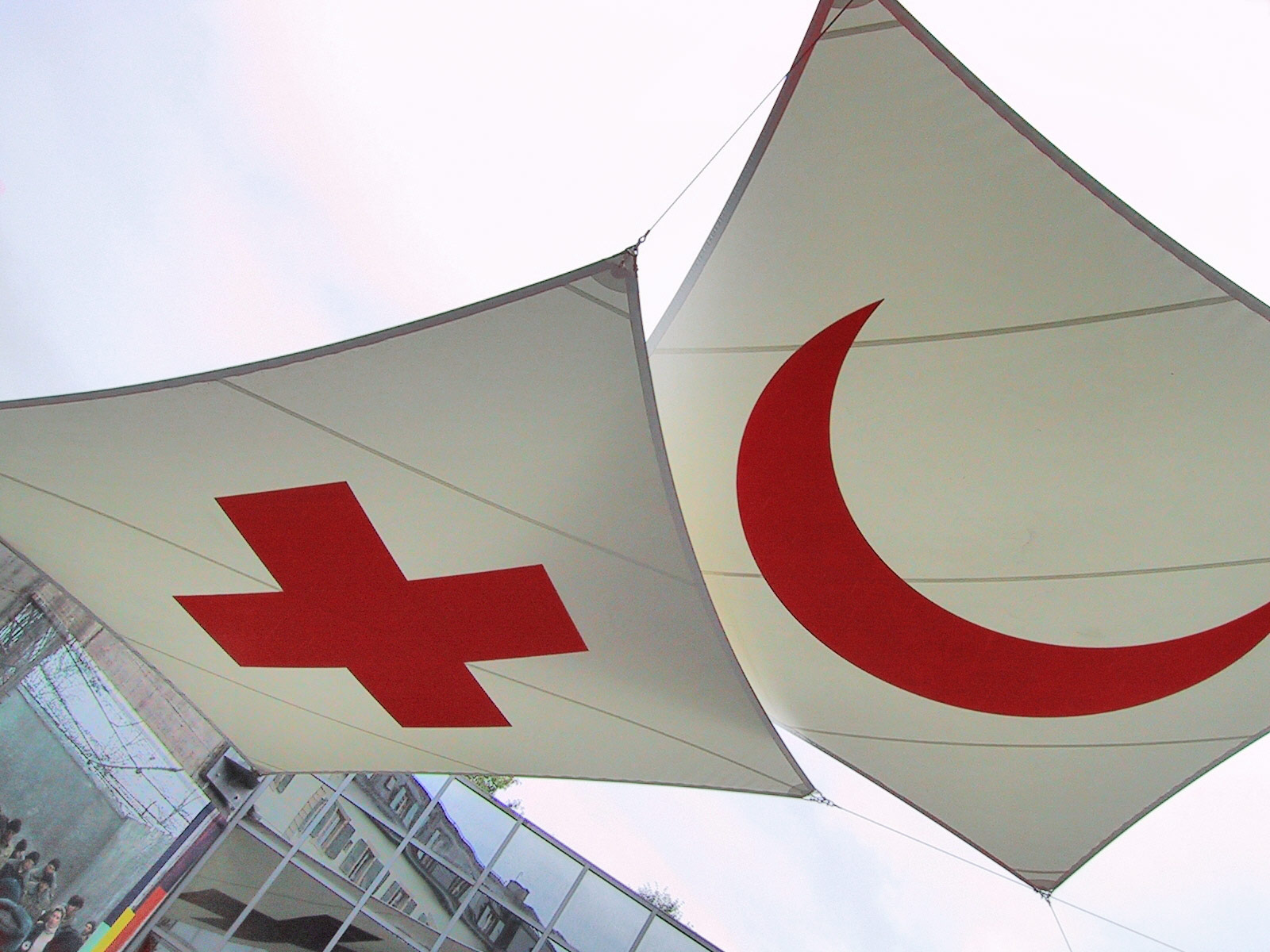
Die Symbole Rotes Kreuz und Roter Halbmond am Rotkreuz-Museum Genf, Schweiz

Die XVIII. International Rotkreuzkonferenz (1952, Toronto) ruft die Nationalen Rotkreuz- und Rothalbmond-Gesellschaften auf, sich strikt an die Grundsätze zu halten. Unparteilichkeit, politische, rassische, religiöse und wirtschaftliche Unabhängigkeit, Universalität und die Gleichberechtigung aller Nationalen Gesellschaften werden in der Resolution X a als „Eckpfeiler der Rotkreuzbewegung“ genannt.
Eine erste systematische Studie über die Grundsätze erschien im Jahr 1955. Jean Pictet, Mitarbeiter, später Mitglied des IKRK und wohlverdienter Kenner des Roten Kreuzes zählt in seinem Grundlagenwerk siebzehn Grundsätze auf, die er in zwei Kategorien unterteilt:
- Fundamentale Grundsätze: Humanität, Gleichheit, Proportionalität, Unparteilichkeit, Neutralität, Unabhängigkeit, Universalität;
- Organische Grundsätze: Selbstlosigkeit, Unentgeltlichkeit, Freiwilligkeit, zusätzlicher Beistand. Selbständigkeit, Allgemeinzugänglichkeit, Gleichheit der nationalen Gesellschaften, Einheit, Solidarität, Vorsorge.[12]

Diese Studie führt zu einer weiteren Diskussion über die Grundsätze.
In einem Antrag der Japanischen Rotkreuzgesellschaft wurde gefordert, die von Pictet aufgestellten Grundsätze zu verabschieden und die 1946/48 aufgestellten Regeln durch diese zu ersetzen. Eine Arbeitsgruppe wurde errichtet; diese schlug 1959 eine neuerliche Fassung den Nationalen Gesellschaften vor. Die hierauf eingereichten Rückmeldungen waren überwiegend positiv. Lediglich Anmerkungen der Allianz der Sowjetischen Rotkreuz- und Rotmondgesellschaften wurden kritisch beraten. Der Delegiertenrat nahm im Oktober 1961 den nunmehr vorliegenden Text mit geringfügigen Änderungen an. Im September 1962 werden im Deutschen Roten Kreuz diese neuen Grundsätze durch einen Vortrag des DRK-Generalsekretärs Anton Schlögel in Bad Harzburg vorgestellt. Im Österreichischen Roten Kreuz (ÖRK) durch Vortrag von Pictet auf der 2. Juristentagung des ÖRK 1962.
Die XXV. Internationale Konferenz (1965, Wien) verabschiedete die Grundsätze als Resolution VIII einstimmig ohne Diskussion. Ein Konferenzteilnehmer dazu: „Es war ein feierlicher Augenblick, als die Grundsätze des Roten Kreuzes endgültig angenommen wurden (Resolution Nr. VIII). Sämtliche Teilnehmer erhoben sich von ihren Plätzen und bekundeten in stummer Eintracht, daß sie diese Grundsätze als die verpflichtende Grundlage der Rotkreuz-Arbeit anerkennen. […] Es ist ein unbestreitbarer Erfolg, daß diese Grundsätze ohne Gegenstimmen und ohne jede Enthaltung in dieser feierlichen Form angenommen worden sind. Damit hat das Internationale Rote Kreuz in einer Weise für sich Zeugnis abgelegt, wie bisher wohl nur selten in seiner langen traditionsreichen Geschichte.“
Im Jahr 1986 fand eine sprachliche Überarbeitung (Internationale Rotkreuz und Rothalbmond-Bewegung statt bisher Rotes Kreuz; ideologischen Auseinandersetzungen statt wie bisher weltanschaulichen Auseinandersetzungen im Grundsatz Neutralität; Hinzufügung der Rothalbmond-Gesellschaften im Grundsatz Einheit) und Neuverabschiedung des Textes statt. Die Aufnahme der Grundsätze in die Präambel der Statuten der Internationalen Rotkreuz- und Rothalbmondbewegung zeigt dabei die besondere Wichtigkeit, die den Grundsätzen in der Bewegung zukommt.
Eine umfassende Interpretation der Grundsätze bietet Hans Haug, Ehrenmitglied des IKRK, in seiner, in mehreren Sprachen erschienenen Schrift Menschlichkeit für alle, die in der ersten Auflage im Jahr 1991 erschien.
Anlässlich des 50. Jubiläums der Grundsätze, im Jahr 2015, veröffentlichte das Deutsche Rote Kreuz eine 36seitige Broschüre mit dem Thema „Das Deutsche Rote Kreuz und die Grundsätze der Internationalen Rotkreuz- und Rothalbmond-Bewegung“. Ziel dieser Publikation ist es, zu einem verbesserten Verständnis der Bedeutung, Auslegung und Anwendung der Grundsätze innerhalb und außerhalb der Internationalen Rotkreuz- und Rothalbmond-Bewegung beizutragen.

## Genfer Abkommen und Grundsätze
Bereits seit 1949, bei der Überarbeitung und Neuverabschiedung der Genfer Abkommen, sind Bestimmungen bezüglich der Grundsätze in das Humanitäre Völkerrecht eingeflossen. So verweist Artikel 44 des I. Genfer Abkommens und Artikel 63 des IV. Genfer Abkommens auf „Grundsätze des Roten Kreuzes“. Auch das Zusatzprotokoll I zu den Genfer Abkommen enthält in Artikel 81 Bestimmungen hierüber.

## Verpflichtender Charakter der Grundsätze
Die Grundsätze besitzen für die Komponenten der Rotkreuzbewegung (IKRK, Föderation und Nationale Gesellschaften) bindende und verpflichtende Wirkung. So kann eine Nationale Gesellschaft nur anerkannt werden, wenn sie alle zehn Anerkennungsbedingungen gemäß Statut der Bewegung anerkennt, darunter die Grundsätze der Bewegung; denn, sie „muß die Grundsätze der Bewegung achten und sich in ihrer Tätigkeit von den Grundsätzen des humanitären Völkerrechts leiten lassen.“ Durch die Bewegung ist der bindende Charakter der Grundsätze allgemein anerkannt. Jedoch gibt es von Land zu Land Unterschiede in der Auslegung oder der praktischen Anwendung einzelner Grundsätze.

Die Vertragsstaaten der Genfer Abkommen von 1949 sind seit 1986 verpflichtet, die Bindung aller Komponenten der Bewegung an die Grundsätze jederzeit zu respektieren. Während einer Internationalen Konferenz müssen alle Teilnehmer (auch Staatenvertreter) die Grundsätze der Bewegung achten.

Nach Angaben von W. Starck sind „die wichtigsten Grundsätze mittelbar Bestandteile der Genfer Konventionen und damit des Völkerrechts geworden.“ Dies wird bei Hans Haug anders rezipiert: „Es ist offensichtlich, dass diese Resolutionen [der Internationalen Rotkreuz-Konferenzen] keine Verpflichtungen im Rechtssinne schaffen, weder für die Glieder der Bewegung noch für die an der Konferenz vertretenen Staaten. Ihre Bedeutung ist moralischer oder politischer Natur; sie wollen und können zur Meinungsbildung beitragen.“

## Verpflichtung zur Verbreitung der Grundsätze
Das IKRK, die Föderation und die Nationalen Gesellschaften haben gemäß den Statuten der Bewegung die Pflicht, die Grundsätze und Ideale der Bewegung zu wahren und zu verbreiten. Diese Verpflichtung wird durch Publikationen oder Veranstaltungen umfänglich nachgekommen; auch sind Richtlinien für die Verbreitung der Grundsätze der Bewegung vorhanden.

Besonders der Verband der Schwesternschaften vom Deutschen Roten Kreuz hat sich intensiv mit den Grundsätzen und ihrer Umsetzung in der täglichen Arbeit beschäftigt. Ausdruck fand dies in den Berufsethischen Grundsätzen der DRK-Schwesternschaften. Eine Handreichung zur Arbeit mit den Grundsätzen in DRK-Kindertageseinrichtungen ist ebenfalls vorhanden

Im Deutschen Roten Kreuz sind u. a. für diese sogenannte Verbreitungsarbeit die Konventionsbeauftragten zuständig. Sie nehmen ihre Aufgabe im Rahmen der Satzungen des DRK und des DRK-Gesetzes (§ 2 Nr. 2) wahr.

## Textfassung 1965
Menschlichkeit

Aus dem Wunsch heraus entstanden, die Verwundeten auf den Schlachtfeldern unterschiedslos zu betreuen, bemüht sich das Rote Kreuz auf internationaler und nationaler Ebene, menschliches Leiden unter allen Umständen zu verhüten und zu lindern. Es ist bestrebt, Leben und Gesundheit zu schützen, sowie die Ehrfurcht vor dem Menschen hochzuhalten. Es fordert gegenseitiges Verständnis, Freundschaft, Zusammenarbeit und einen dauerhaften Frieden unter allen Völkern.
Unparteilichkeit

Es macht keinerlei Unterschied zwischen Staatsangehörigkeit, Rasse, Religion, sozialer Stellung und politischer Zugehörigkeit. Es ist einzig bemüht, den Menschen nach dem Maß ihrer Not zu helfen und bei der Hilfe den dringendsten Fällen den Vorzug zu geben.
Neutralität

Um sich das allgemeine Vertrauen zu erhalten, enthält sich das Rote Kreuz zu allen Zeiten der Teilnahme an Feindseligkeiten wie auch an politischen, rassischen, religiösen und weltanschaulichen Auseinandersetzungen.
Unabhängigkeit

Das Rote Kreuz ist unabhängig: Obwohl die nationalen Rotkreuzgesellschaften den Behörden bei ihrer humanitären Tätigkeit zur Seite stehen und den jeweiligen Landesgesetzen unterstellt sind, sollen sie dennoch eine Eigenständigkeit bewahren, die ihnen gestattet, jederzeit nach den Grundsätzen des Roten Kreuzes zu handeln.
Freiwilligkeit

Das Rote Kreuz ist eine Einrichtung der freiwilligen und uneigennützigen Hilfe.
Einheit

Es kann in einem Land nur eine einzige Rotkreuzgesellschaft geben. Sie soll allen offenstehen und ihre humanitäre Tätigkeit über das gesamte Gebiet erstrecken.
Universalität

Das Rote Kreuz ist eine weltumfassende Institution, in der alle Gesellschaften gleiche Rechte haben und verpflichtet sind, einander zu helfen.